# Colotes
Colotes (på grekiska Koλωτης), levde tredje århundradet f.Kr., han var anhängare till epikurismen och en av Epikuros kändaste lärjungar. Han skrev ett verk för att visa att det är omöjligt att leva i enlighet med andra filosofer (oτι κατα τα των αλλων φιλoσoφων δoγματα oυδε ζην εστι). Verket var dedicerat till kung Ptolemaios IV Filopator. Plutarkos skrev två verk som var motargument mot det verket, för att visa att det är omöjligt att leva ett behagligt liv i enlighet med Epikuros lära. Samt ett verk som han gav namnet Mot Colotes. 
Colotes gjorde häftiga attacker mot Sokrates och andra stora filosofer. 